# Arbeitsgericht Lahr
Das Arbeitsgericht Lahr war ein Arbeitsgericht mit Sitz in Lahr im heutigen Ortenaukreis im Westen Baden-Württembergs.

## Geschichte
Gemäß Arbeitsgerichtsgesetz vom 23. Dezember 1926 wurden in Deutschland Arbeitsgerichte gebildet. Diese waren nur in der ersten Instanz organisatorisch selbstständige Gerichte, die Landesarbeitsgerichte waren den Landgerichten zugeordnet. Am Landgericht Offenburg entstand so 1927 das Landesarbeitsgericht Offenburg als eines von sechs Landesarbeitsgerichten in der Republik Baden. In Lahr entstand das Arbeitsgericht Lahr. Sein Sprengel umfasste die Bezirke der Amtsgerichte Ettenheim, Kenzingen und Lahr. Es bestanden je eine Kammer für Arbeiter, für Angestellte und für Handwerk.
Nach der Besetzung Deutschlands durch die Alliierten wurden 1945 zunächst alle Gerichte geschlossen. Die ordentlichen Gerichte wurden schon bald wieder eröffnet, während die Arbeitsgerichte zunächst nicht wieder eingerichtet wurden, so dass arbeitsgerichtliche Streitigkeiten von den ordentlichen Gerichten erledigt werden mussten. Gemäß Kontrollratsgesetz 21 vom 30. März 1946 sollten in Deutschland Arbeitsgerichte aufgebaut werden. Die Umsetzung in Württemberg-Baden erfolgte durch das Arbeitsgerichtsgesetz für Württemberg-Baden vom 3. Oktober 1947. Danach sollte die örtliche Zuständigkeit der Arbeitsgerichte durch den Zonenbefehlshaber festgelegt werden und die Gerichte durch die oberste Landesbehörde für Arbeitsverwaltung nach Anhörung von Gewerkschaften und Arbeitgeberverbänden erfolgen. Das Arbeitsgericht Lahr wurde nicht neu eröffnet.